# Éric Blahic
 (octobre 2023).
Si vous disposez d'ouvrages ou d'articles de référence ou si vous connaissez des sites web de qualité traitant du thème abordé ici, merci de compléter l'article en donnant les références utiles à sa vérifiabilité et en les liant à la section « Notes et références ».
Éric Blahic, né le 2 mai 1965 à Suresnes, est un entraîneur de football français.

## Biographie
Après des études à l'université de Caen, il commence une carrière de professeur d'éducation physique et sportive au lycée Saint Charles de Saint-Brieuc, avant de devenir entraîneur adjoint de football. Aux côtés de Jocelyn Gourvennec depuis 2010, il fait toujours partie de son staff à son arrivée aux Girondins de Bordeaux en mai 2016. Il est licencié le 18 janvier 2018.
Le 12 novembre 2018, il est de retour à l'En avant de Guingamp deux ans après son départ.

## Parcours

### Entraîneur
- 1993-1995 : entraîneur des 15 ans nationaux de l'EA Guigamp ( France)
- 1995-1998 : entraîneur des 17 ans nationaux de l'EA Guingamp ( France)

### Entraîneur adjoint
- 1993-2002 : adjoint de Francis Smerecki puis de Guy Lacombe à l'EA Guingamp ( France)
- 2002-2005 : adjoint de Guy Lacombe au FC Sochaux ( France)
- 2006-2007 : adjoint de Guy Lacombe au Paris SG ( France)
- Octobre 2007-2010 : adjoint de Victor Zvunka à l'EA Guingamp ( France)
- 2010-2016 : adjoint de Jocelyn Gourvennec à l'EA Guingamp ( France)
- 2016-2018 : adjoint de Jocelyn Gourvennec aux G. de Bordeaux ( France)
- 2018-2019 : adjoint de Jocelyn Gourvennec à l'EA Guingamp ( France)
- 2020- 2021 : adjoint de Corinne Diacre en Équipe de France féminine de football ( France)
- 2021-2022[3] : Entraîneur National à la DTN (FFF)
- 2023-2024: adjoint d' Hervé Renard en Équipe de France féminine de footballl( France)

## Palmarès

### Entraîneur adjoint
EA Guingamp ( France)
- Vainqueur de la Coupe intertoto 1996
- Finaliste de la Coupe de France 1997
- Vainqueur de la Coupe de France 2009
- Vainqueur de la Coupe de France 2014
- Finaliste de la Coupe de la Ligue 2019

FC Sochaux ( France)
- Finaliste de la Coupe de la Ligue 2003
- Vainqueur de la Coupe de la Ligue 2004

Paris SG ( France)
- Vainqueur de la Coupe de France 2006

Équipe de France féminine de football  ( France)
- Vainqueur du Tournoi de France 2019
- 1/4 de Finale de la Coupe du Monde 2023 en Australie.
- 1/4 de Finale des JO de Paris 2024.